# Talsperre Werda

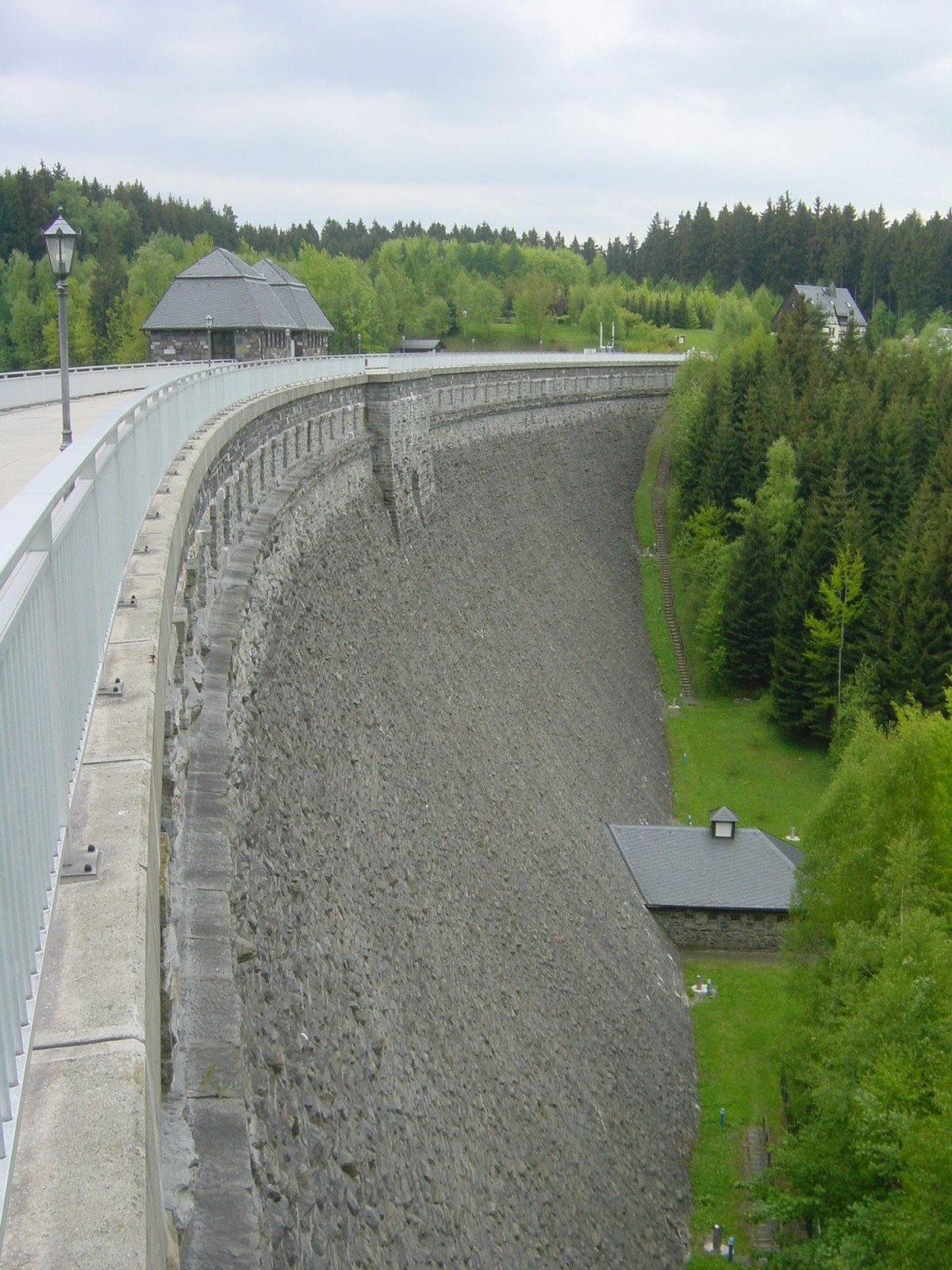
Staumauer

Die Talsperre Werda (auch: Geigenbachtalsperre) ist eine Talsperre im Freistaat Sachsen. Sie liegt in der Gemarkung „Geigenbachtal“ der Gemeinde Werda im Vogtlandkreis. Die nächstgelegene Stadt ist Falkenstein. Die Talsperre wurde von 1904 bis 1909 von der Stadt Plauen erbaut und 1910 in Betrieb genommen. Zwischen 1896 und 1904 erlebte die Stadt Plauen einen starken Bevölkerungsanstieg um 100 Prozent. Die bislang genutzten Trinkwasserversorgungsanlagen konnten den gestiegenen Wasserbedarf nicht mehr decken. Die Talsperre dient seit 1911 der Trinkwasserversorgung der Stadt Plauen und ihrer Umgebung sowie dem Hochwasserschutz.
Auf Ansichtskarten aus der Zeit der Inbetriebnahme wird berichtet, dass durchschnittlich 450 Arbeiter beteiligt gewesen seinen und die Baukosten „ca.7 Millionen Mark“ betragen hätten. Unter den Bauarbeitern befanden sich Italiener und Kroaten. Als erste Talsperre in Deutschland hatte sie ein direkt angeschlossenes Wasserwerk mit einer Filteranlage. Das gestaute Gewässer ist der Geigenbach, welcher im weiteren Verlauf unter dem Namen Trieb die wesentlich größere Talsperre Pöhl speist.
Das Hauptabsperrbauwerk der TS Werda ist eine gekrümmte fugenlose Gewichtsstaumauer aus Bruchsteinmauerwerk eines Fruchtschiefers der nahen Umgebung, die nach dem Intze-Prinzip gebaut wurde. Die Staumauer wurde von 1986 bis 1991 saniert, um 3 m erhöht (1989–1990) und bekam einen wasserseitigen Vorsatzbeton. Dabei wurde der Intzekeil entfernt. Das Stauvolumen erhöhte sich auf etwa 5 Mio. m³  Vor der Mauererhöhung betrug der Stauraum bei Vollstau 3,6 Mio. m³ und der Gesamtstauraum bei Hochwasser 3,7 Mio. m³. Da auch der Damm der Vorsperre erhöht wurde, verlegte man die Regionalstraße zwischen Werda und Neustadt, die zuvor über den Damm führte, bergauf hinter das Talsperrenareal. Ferner besteht eine Pumpleitung, mittels der Wasser aus der etwa 7 Kilometer entfernten Muldenbergtalsperre hierher geleitet werden kann. Seit 1965 existiert ein Pumpwerk unterhalb der Zahnmühle, das Wasser aus einem nahen Bachlauf zur Talsperre leitet.
Die Talsperre ist eine „große Talsperre“ nach ICOLD-Kriterien.

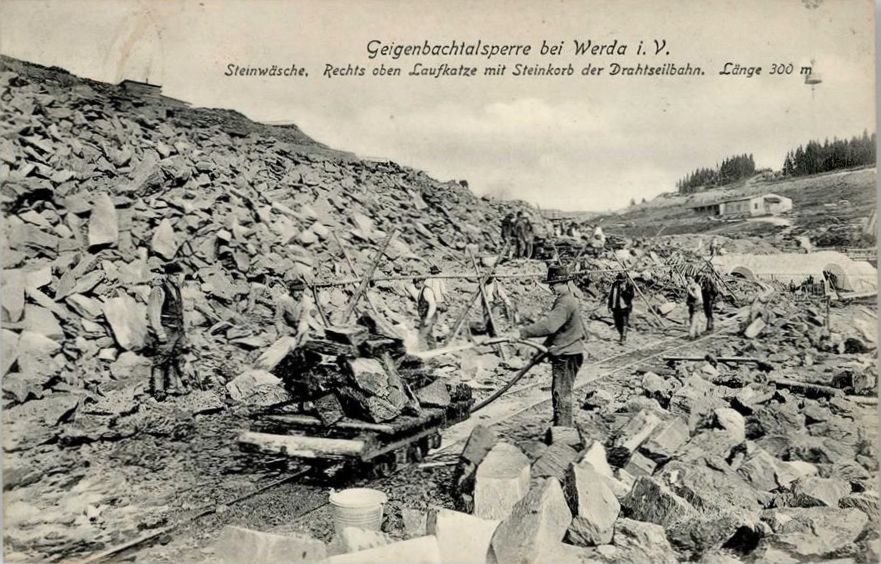
Ansichtskarte aus der Bauzeit

Die Talsperre hat eine Vorsperre als Betriebswasserspeicher sowie in ihrem Einzugsbereich zwischen Grünbach und Poppengrün einen kleinen Stauweiher bei der Streusiedlung Siehdichfür.
Baden, Angeln und andere Freizeitsportarten sind im Stausee nicht möglich, da die Talsperre der Trinkwassergewinnung dient. Besucher können aber den „Exkursions- und Wanderpfad Geigenbachtalsperre“ erwandern.